# New horizon (高橋ひろのアルバム)
『new horizon』（ニュー・ホライゾン）は高橋ひろの3作目のアルバム。

## 内容
「夢でさようなら」を除く全曲はストリングス・ホーンセクションを起用した曲とレコーディングした。

## 批評
『CDジャーナル』は「60年代～70年代あたりの懐かしさを感じさせるサウンドが展開されていて心地よいが、95年ならではという作りになっている」と評した。

## 収録曲
1. ホワイトジーンズ
2. 新世界
3. くちびるがほどけない(album ver.)
4. もう泣くまいよ
5. 右から君の横顔
6. イリュージョン
7. 恋の病棟303
8. 勝ったも同然
9. 夢でさようなら
10. ともしび
11. 波止場への24時間
12. しあわせのパイロット

作詞・作曲・編曲：高橋ひろ(#ALL)
ストリングス・ホーンアレンジ：長谷川智樹(#1, 2, 4 - 8, 10, 11)、河合代介(#3, 12)